# Otto Carius (Maler)

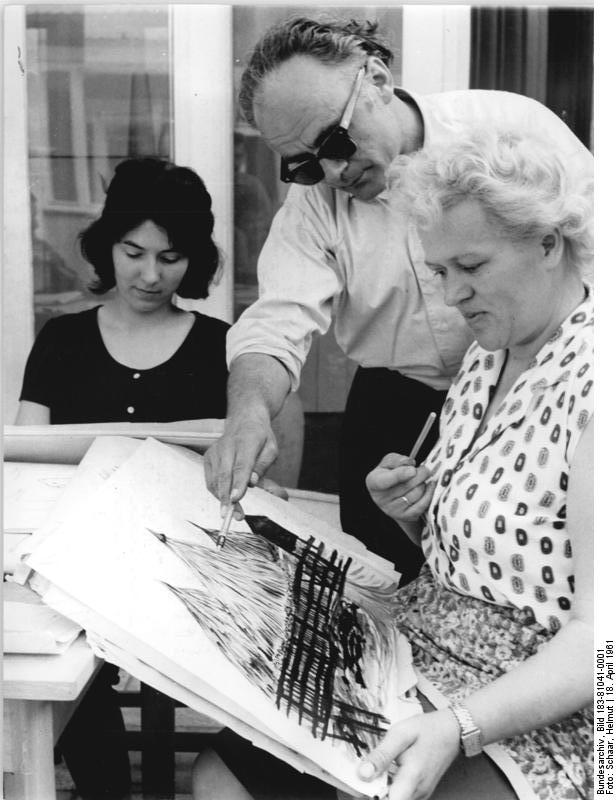
Otto Carius als Leiter eines Zeichenlehrgangs in Markkleeberg (1961)

Otto Carius (* 29. Oktober 1914 in Jena; † 31. Juli 1988 ebenda) war ein deutscher Maler und Grafiker.

## Leben und Werk
Carius durchlief nach dem Abschluss der Volksschule ab 1928 mehrere Berufsausbildungen und übte, mit Unterbrechungen durch Arbeitslosigkeit während der Weltwirtschaftskrise, verschiedene Tätigkeiten aus. Nach der Teilnahme am Zweiten Weltkrieg und der Kriegsgefangenschaft studierte er von 1945 bis 1950 bei Fritz Dähn, Otto Herbig und Hans Hoffmann-Lederer an der Hochschule für Baukunst und Bildende Kunst in Weimar. Dort war er von 1947 bis 1949 Hilfsassistent bzw. Assistent in der Form- und Gestaltungslehre.  Von 1949 bis 1954 beteiligte er sich an Einsätzen bildender Künstler in der Maxhütte Unterwellenborn. Er arbeitete freischaffend in Jena-Lobeda und war ab 1953 Mitglied des Verbands Bildender Künstler der DDR.
Zwar nahm Carius 1953 an der Dritten Deutschen Kunstausstellung in Dresden teil, weitere Beteiligungen an zentralen DDR-Ausstellungen blieben ihm jedoch verwehrt, da ihm „Formalismus“ unterstellt wurde. Er folgte zunächst der staatlichen Realismus-Doktrin und bildete mit Martin Bauß und Rolf Stark eine „Künstlerbrigade“, die zu Beginn der 1950er Jahre einige Genre-Gemälde in diesem Stil schuf. Um 1955/1956 rückte er jedoch davon ab und beeinflusste in den 1970er Jahren eine Reihe von Künstlern in Jena und Gera, die sich von der plakativen Realismus-Auffassung distanzierten.
Carius schuf vor allem Landschaftsbilder (häufig mit farbstarker Enkaustik), machte aber auch gebrauchsgrafische Auftragsarbeiten u. a. Entwürfe für Plakate. Carius signierte seine Bilder mit OCA. Zu seinem Gesamtwerk gehören außerdem über 25 architekturbezogene Arbeiten in Jena wie Mosaike, Sgraffiti und plastische Wandgestaltungen. Er unternahm u. a. eine Studienreise in die Sowjetunion. Zuletzt hatte er einen Lehrauftrag der Pädagogischen Hochschule Erfurt im Bereich Kunsterziehung und unterrichtete Amateure in Gera und Rudolstadt. Im Jahr seines Todes 1988 wurde er mit dem Kunstpreis des Bezirkes Gera ausgezeichnet.

## Museen und öffentliche Sammlungen mit Werken Carius‘ (unvollständig)
- Altenburg/Thür.: Lindenau-Museum
- Gera: Otto-Dix-Haus

## Werke (Auswahl)
- Schneeschmelze bei Jena (1952, Lithografie, 22 × 43 cm; auf der Dritten Deutsche Kunstausstellung)[2]
- Maxhütte Unterwellenborn (Kreide)[3]

## Ausstellungen (mutmaßlich unvollständig)
- 1953: Dresden, Dritte Deutsche Kunstausstellung

- 1954: Altenburg/Thür., Lindenau-Museum („100 Jahre Staatliches Lindenau-Museum“)
- 1956: München, Städtische Galerie im Lenbachhaus, und Berlin, Deutsche Akademie der Künste (Gesamtdeutsche Graphikausstellung „Bekenntnis zum Leben“)
- 1984: Gera (Einzelausstellung; Malerei, Grafik, architekturbezogene Kunst)